# Wybrzeże Słowińskie

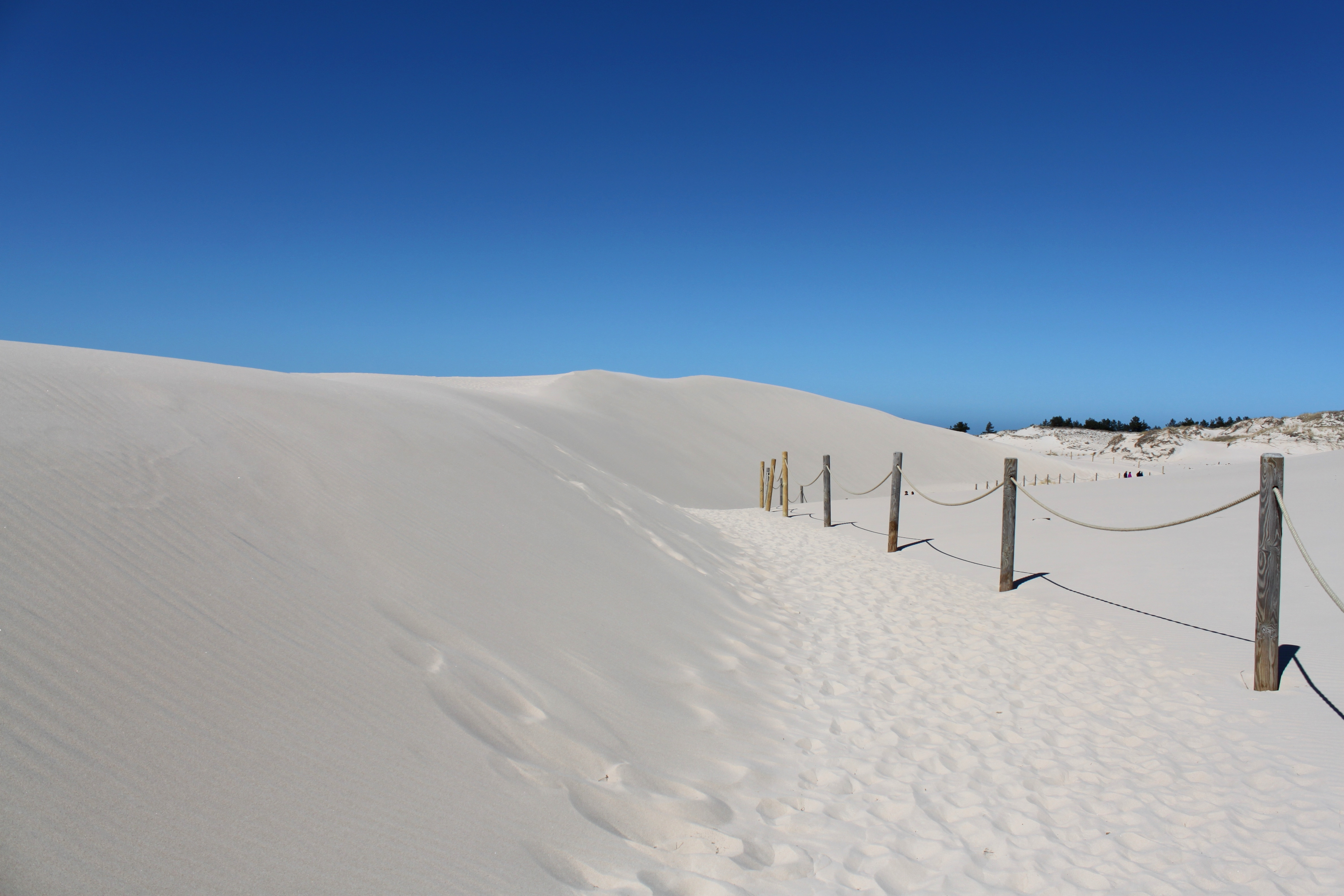
Düne im Slowinzischen Nationalpark

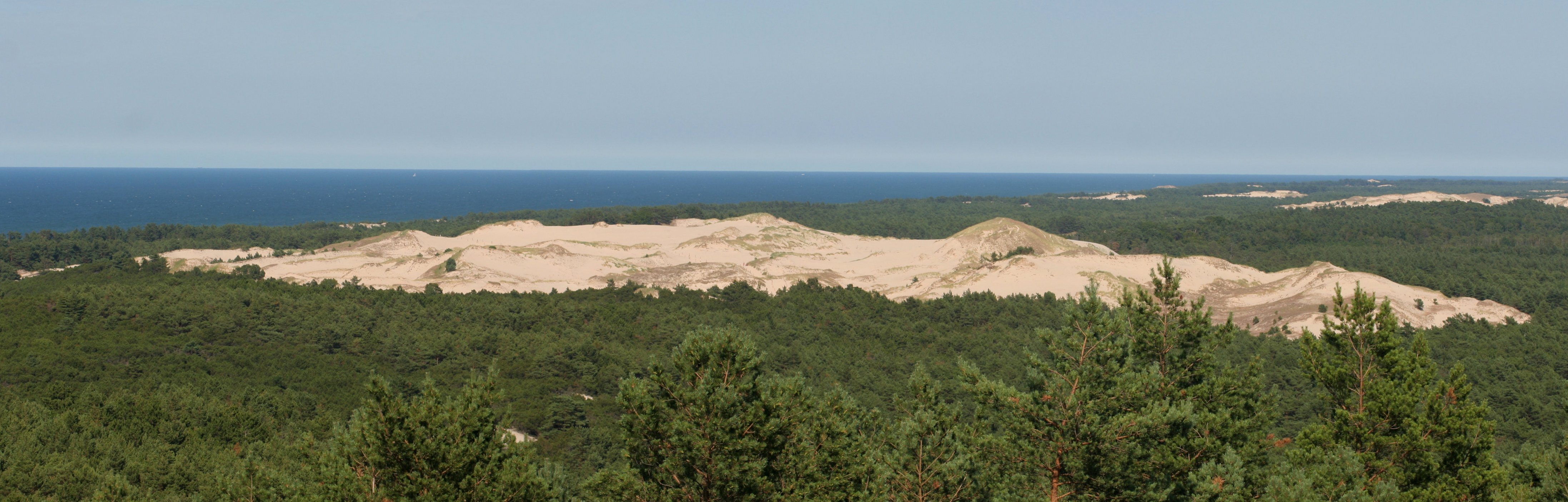
Düne bei Czołpino

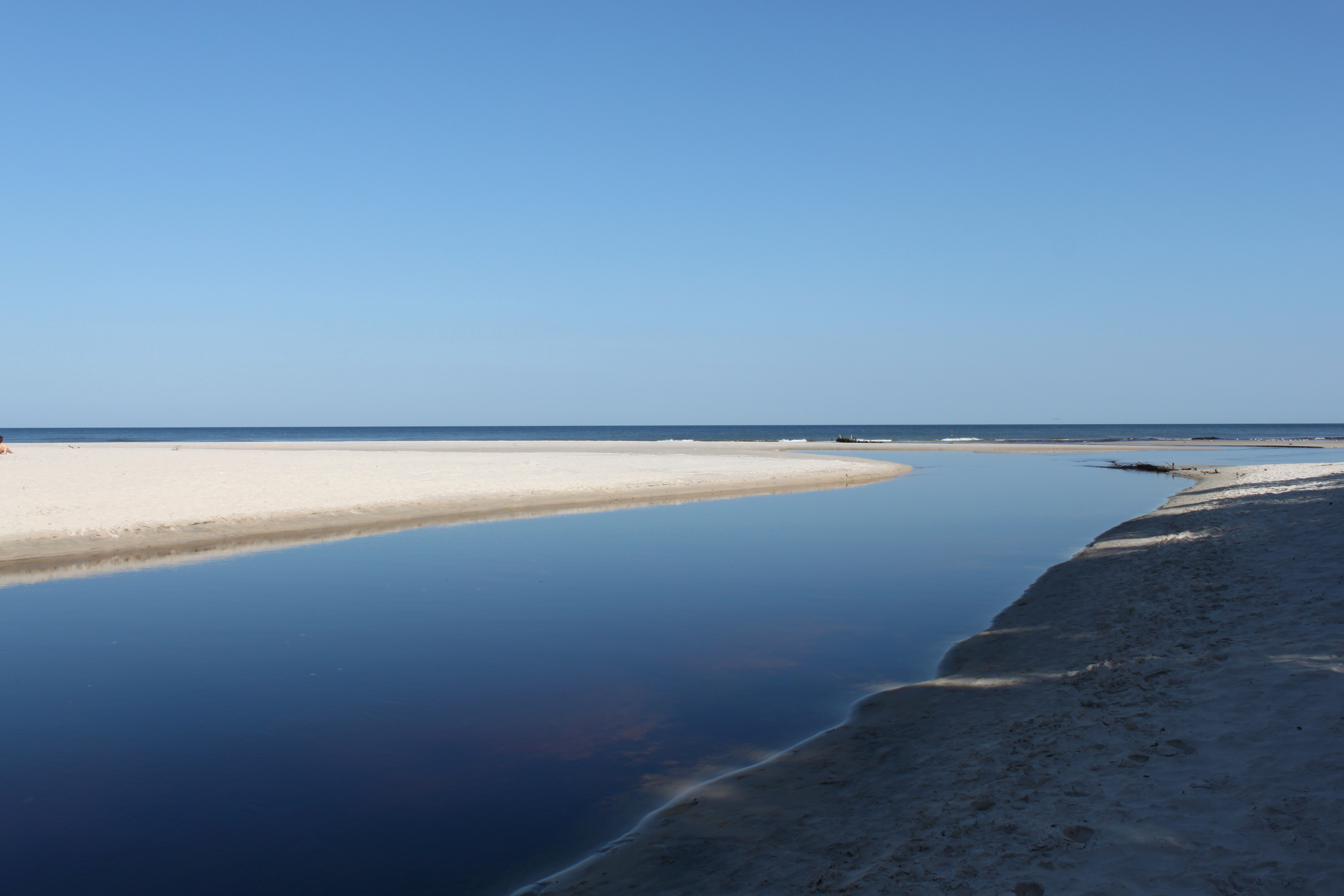
Mündung der Piaśnica

Die Wybrzeże Słowińskie (übersetzt: Slowinzische Küste) ist ein Abschnitt der polnischen Ostseeküste. Die Mesoregion ist Teil des Kösliner Küstenlands.

## Etymologie
Die Region ist nach dem westslawischen Volksstamm der Slowinzen benannt.

## Lage
Die Küste liegt im Osten der Pommerschen Bucht in den Woiwodschaften Westpommern und Pommern zwischen der Mündung der Parsęta bei Kołobrzeg im Westen und dem Kap Rozewie bei Władysławowo im Osten. Der Küstenabschnitt ist mehrere hundert Kilometer lang und etwa 1123 km² groß. Er bildet eine Ausgleichsküste mit breiten Sandstränden, bis zu 115 Meter hohen (Rowokół) eiszeitliche Moränen, Küstendünen und zahlreichen Strandseen.

## Geologie
Das Landschaftsbild der Slowinzischen Küste wurde in der Weichsel-Kaltzeit gestaltet. Neben den Gletschern, die Sedimente und Moränen zurückgelassen haben, formt auch die Strömung der Ostsee den Küstenabschnitt, indem sie den Sand von Westen nach Osten transportiert und durch die Abtragung Steilküsten (z. B. Wanderdünen im Solwinzischen Nationalpark), Nehrungen und Strandseen bildet. Die Wanderdünen werden vom Wind gebildet.

## Natur

### Flüsse
- Parsęta
- Wieprza
- Słupia
- Łeba
- Piaśnica

### Strandseen
- Sarbsko
- Łebsko
- Jezioro Dołgie Wielkie
- Jezioro Dołgie Małe
- Jezioro Gardno
- Wicko
- Bukowo
- Jamno
- Kopań

### Dünen
- Wydma Łącka (deutsch: Lontzkedüne) – 42 Meter über NN

## Nachweise
- Jerzy Kondracki: Geografia regionalna Polski. Warszawa: Wyd. Naukowe PWN, 2001 ISBN 83-01-13050-4